# Poiana Șcheii
Poiana Șcheii – wieś w Rumunii, w okręgu Jassy, w gminie Șcheia. W 2011 roku liczyła 518 mieszkańców.